# داود طلعت الخطيب
داود طلعت الخطيب (1981-2021) هو أسير فلسطيني، ولد في قرية حوسان قضاء بيت لحم عام 1981، اُعتقل عام 2001 خلال الانتفاضة الثانية، وحُكم عليه بالسجن 18 عامًا و 8 أشهر بتهمة مقاومة الاحتلال.

## اعتقال والتعذيب
تعرض داود للتعذيب الشديد خلال فترة اعتقاله، كما واجه ظروفًا قاسية في السجون الإسرائيلية وخاض داود العديد من إضرابات الطعام احتجاجًا على سياسة الإعتقال الإداري والعقوبات التعسفية التي يتعرض لها الأسرى الفلسطينيين. وفي 8 يوليو 2021، توفي داود في سجن عوفر الإسرائيلي عن عمر يناهز 40 عامًا، بعد صراع طويل مع المرض ناجم عن سياسة الإهمال الطبي المتعمد التي تعرض لها من قبل سلطات الاحتلال.
أثار استشهاده موجة غضب واسعة في الأراضي الفلسطينية والعالم العربي، وخرجت مظاهرات حاشدة للمطالبة بالتحقيق في ظروف وفاته ومحاسبة المسؤولين عن ذلك. وقامت سلطات الاحتلال الإسرائيلية بحجز جثمانه لأكثر من خمسة أشهر.